# Die Babyfabrik von Manila
Die Babyfabrik von Manila (engl. Originaltitel: Motherland) ist ein 2017 veröffentlichter Dokumentarfilm von Ramona S. Diaz. Er zeigt die Entbindungsstation eines öffentlichen Krankenhauses in der philippinischen Hauptstadt Manila. Die Station ist mit bis zu 100 Geburten pro Tag eine der größten und überfülltesten Entbindungstationen der Welt. Im Stil der Cinéma vérité zeigt der Film ohne Kommentar die Geschehnisse auf der Station von der Einweisung der schwangeren Frauen über die Geburt, das Kindbett und die Entlassung aus dem Krankenhaus. Für den Film gewann Diaz den Viktor-Preis beim DOK.fest München und den Editing Award beim Sundance Film Festival.